# Vedrai, vedrai
Vedrai, vedrai è una canzone scritta dal cantautore Luigi Tenco. Il brano, con l'arrangiamento di Ezio Leoni, faceva parte dell'album Luigi Tenco, inciso per la Jolly Hi-Fi Records. Fu successivamente ristampato in una nuova versione per la RCA Italiana nel 1966 nel 33 giri Tenco con l'accompagnamento al pianoforte di Ruggero Cini. Per risolvere armonicamente il brano, il cantautore si era avvalso della collaborazione del pianista jazz Renato Sellani.

## Storia e significato
Il brano di Tenco è dedicato alla madre che l’aveva cresciuto da sola e che avrebbe voluto per lui un avvenire sicuro. La sua preoccupazione era di aver deluso la madre per aver seguito, senza troppo successo, la sua vocazione artistica e musicale.

## Altre versioni
- 2020, Ginevra Di Marco nell'album Quello che conta - Ginevra canta Luigi Tenco
- Roberta Alloisio, Jack Savoretti (Live from Venice), Bobo Rondelli, Farida (1969), Iosonouncane, Gaia